# Синяя (приток Свислочи)
Си́няя (бел. Сі́няя) — река в Осиповичском районе Могилёвской области Беларуси, правый приток Свислочи (бассейн Днепра).
Протекает по восточной окраине города Осиповичи.
В водосборе реки расположена Цельская лесная лача — низинное (86 %) и верховое (14 %) болото в Осиповичском и Пуховичском районах.
Начинается в 3 км к западу от озера бел. Паплавы, устье — в 2,8 км к юго-востоку от озера бел. Цяплухі. Русло канализировано. Средний уклон реки — 0,5 м/км.
Основные притоки
- бел. Пратасевіцкі канал (слева)
- бел. Каранскі канал (справа).